# Världsmästerskapen i fäktning 1961
Världsmästerskapen i fäktning 1961 arrangerades mellan den 17 och 29 juli 1961 i Turin i Italien. Det var den 16:e upplagan av världsmästerskapen i fäktning.

## Medaljörer

### Damer
| Gren                  | Guld | Silver                                                                                      | Brons                                                                                  |
| Florett, individuellt | Heidi Schmid Västtyskland | Aleksandra Zabelina Sovjetunionen                                                           | Valentina Rastvorova Sovjetunionen                                                     |
| Florett, lagtävling   | Sovjetunionen Galina Gorochova Diana Nikantjikova Tatjana Ljubetskaja Valentina Prudskova Valentina Rastvorova Aleksandra Zabelina | Ungern Katalin Juhász Ildikó Újlaky-Rejtő Magdolna Nyári-Kovács Lídia Dömölky Judit Ágoston | Rumänien Ana Derșidan Olga Orban-Szabo Ecaterina Orb-Lazăr Maria Vicol Geta Sachelarie |

### Herrar
| Gren                  | Guld | Silver                                                                                             | Brons |
| Florett, individuellt | Ryszard Parulski Polen                                                                                      | Jenő Kamuti Ungern                                                                                 | Mark Midler Sovjetunionen                                                                                |
| Florett, lagtävling   | Sovjetunionen Mark Midler Jurij Rudov Aleksandr Sjeveljov Jurij Sisikin German Svesjnikov Viktor Zjdanovitj | Ungern Ferenc Czvikovszky Jenő Kamuti László Kamuti Kazmer Pacsery Sándor Szabó József Gyuricza    | Polen Ryszard Parulski Egon Franke Witold Woyda Zbigniew Skrudlik Janusz Różycki Henryk Nielaba          |
| Sabel, individuellt   | Jakov Rylskij Sovjetunionen                                                                                 | Emil Ochyra Polen                                                                                  | Wojciech Zabłocki Polen                                                                                  |
| Sabel, lagtävling     | Polen Jerzy Pawłowski Wojciech Zabłocki Emil Ochyra Ryszard Zub Franciszek Sobczak Jerzy Wandzioch          | Sovjetunionen Umar Mavlichanov Nugzar Asatiani Jevgenij Tjerepovskij Jakov Rylskij Valerij Zjitnyj | Ungern Tamás Mendelényi Péter Bakonyi Gábor Delneky Zoltán Horváth Rudolf Kárpáti Miklós Meszéna         |
| Värja, individuellt   | Jack Guittet Frankrike                                                                                      | Hans Lagerwall Sverige                                                                             | Tamás Gábor Ungern                                                                                       |
| Värja, lagtävling     | Sovjetunionen Arnold Tjernusjevitj Valentin Tjernikov Bruno Habārovs Guram Kostava Dmitrij Ljulin           | Frankrike Philippe Schraag Yves Dreyfus Jack Guittet Armand Mouyal Gérard Lefranc Claude Bourquard | Sverige Göran Abrahamsson Ivar Genesjö Hans Lagerwall Orwar Lindwall Berndt-Otto Rehbinder Axel Wahlberg |

## Medaljtabell
| Nr                  | Nation              | Guld | Silver | Brons | Totalt |
| ------------------- | ------------------- | ---- | ------ | ----- | ------ |
| 1                   | Sovjetunionen (URS) | 4    | 2      | 2     | 8      |
| 2                   | Polen (POL)         | 2    | 1      | 2     | 5      |
| 3                   | Frankrike (FRA)     | 1    | 1      | 0     | 2      |
| 4                   | Västtyskland (FRG)  | 1    | 0      | 0     | 1      |
| 5                   | Ungern (HUN)        | 0    | 3      | 2     | 5      |
| 6                   | Sverige (SWE)       | 0    | 1      | 1     | 2      |
| 7                   | Rumänien (ROU)      | 0    | 0      | 1     | 1      |
| Totalt (7 nationer) | Totalt (7 nationer) | 8    | 8      | 8     | 24     |